# Яхт-клуб

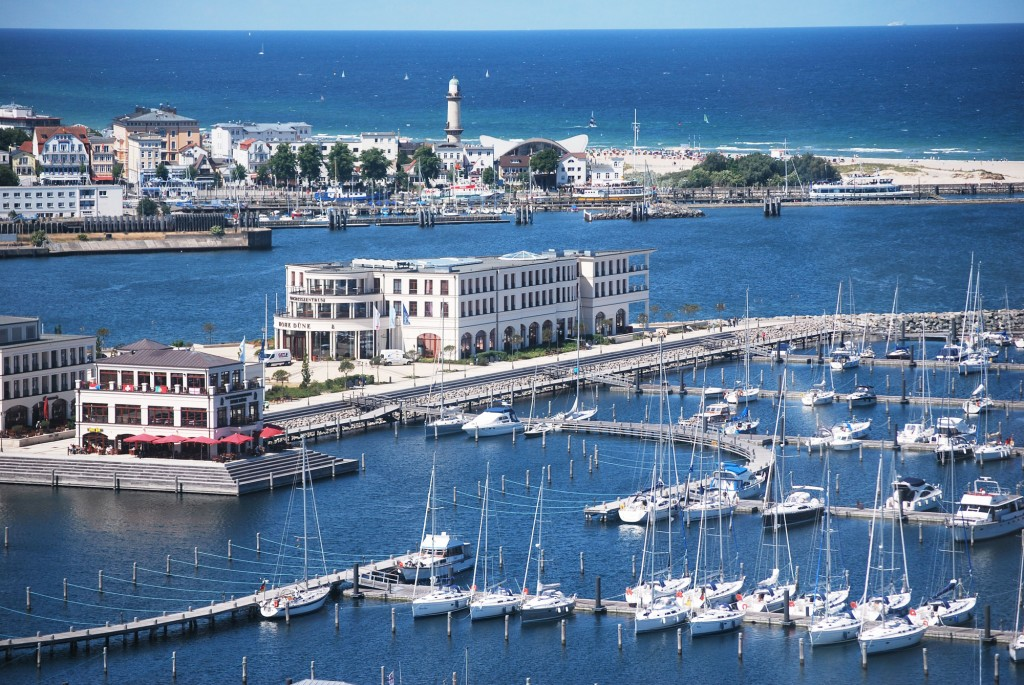
Aerial view Yacht Harbour Residence Rostock Yachthafenresidenz Hohe Düne 1.jpg

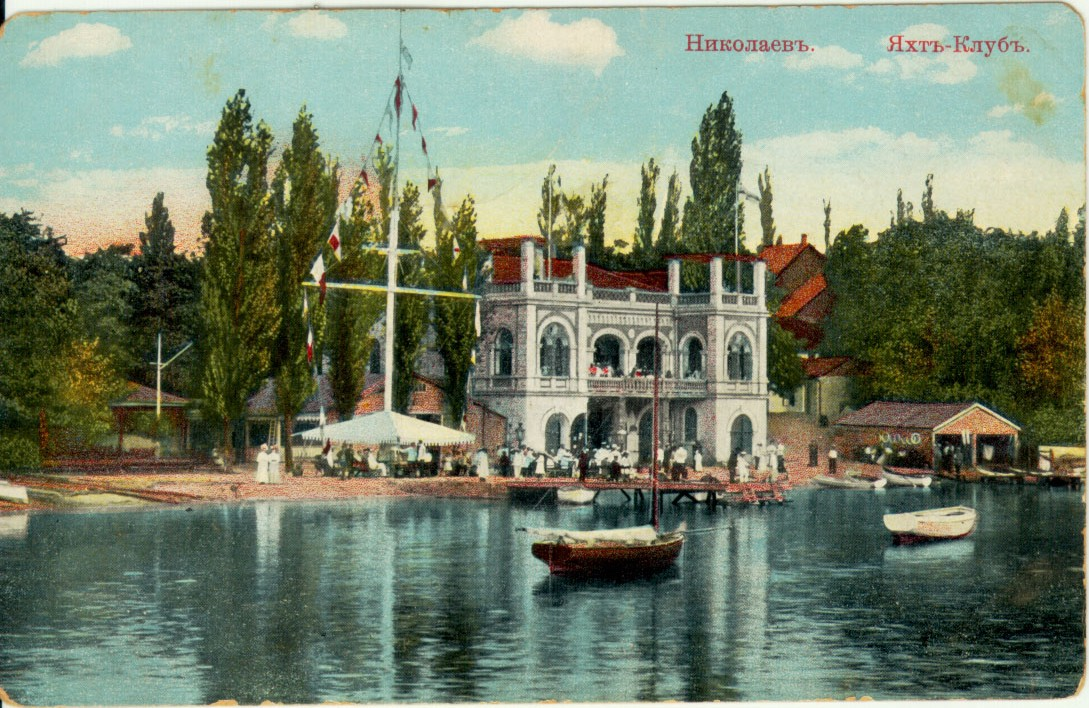
Листівка «Николаевъ. Яхтъ-Клубъ», 1912

Яхт-клуб — громадська чи приватна організація, що об'єднує яхтсменів з стягненням або без щорічних внесків до фонду клубу. Яхт-клуби націлені на збереження та охорону яхт, прав яхтсменів. Комплекс споруд яхт-клубів включає елінг, майстерні, причали для швартування та стоянки яхт, механізми для підйому і спуску суден. Вони розташовуються зазвичай в бухті або гирлі річки.

## Сервіс
Яхт-клуби здійснюють:
- Ремонтні роботи:

Вимпел яхт-клубу

  - ремонт і сервісне обслуговування рухових установок яхт;
  - корпусні роботи — від видалення подряпин до дрібного ремонту корпуса;
  - захист підводної частини судна необростаючою фарбою;
  - роботи по сухій і мокрій очисткі судна і його внутрішніх приміщень, включаючи хімчистку і полірування;
  - ремонт, а в окремих випадках, пошив вітрил;
  - ремонт або виготовлення такелажу.
- Сервіс:
  - охорона яхт;
  - заправка водою та пальним;
  - підзарядка акумуляторних батарей;
  - надання лоцмана;
  - сприяття обміру яхт;
  - сприяння оформленню документів.

Яхт клуб звичайно має власний вимпел.
Окремі яхт-клуби проводять власні змагання, а окрім діяльності що до підтримки яхтингу також включають в свою структуру тенісні корти, басейни, бари, готелі тощо.

## Яхт-клуби в Україні
Найстаріший на території України яхт-клуб заснований у 1889 і знаходиться у Миколаєві.